# Mike Seeger

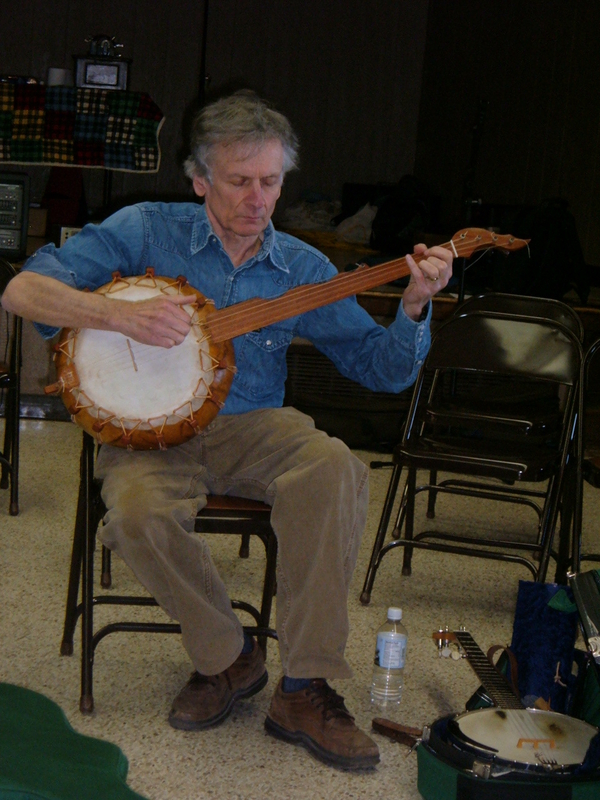
Mike Seeger

Mike Seeger, född 15 augusti 1933 i New York, död 7 augusti 2009 i Lexington i Virginia, var en amerikansk folkmusiker och folklorist.
Seeger växte upp med traditionell musik via sin mor Ruth Crawford-Seeger och sin far Charles Seeger, som samarbetade med musikvetare som John och Alan Lomax. Han kom från en välkänd musikfamilj som inkluderar den betydligt mer kände halvbrodern Pete Seeger samt systern Peggy Seeger.
Han var en begåvad musiker och sångare som trakterade instrument som autoharp (en sorts cittra), fiol, banjo, gitarr, mungiga, dulcimer (hackbräde), mandolin och dobro. 25 år gammal var han också tillsammans med John Cohen och Tom Paley en av de ursprungliga medlemmarna i New Lost City Ramblers. 
Mike Seeger har varit betydelsefull för folk-scenen och omnämns bland annat i Bob Dylans biografi Chronicles: Volume One.
Han avled i sitt hem efter att ha avbrutit behandlingen av den leukemi som han lidit av i flera år.